# Briljant

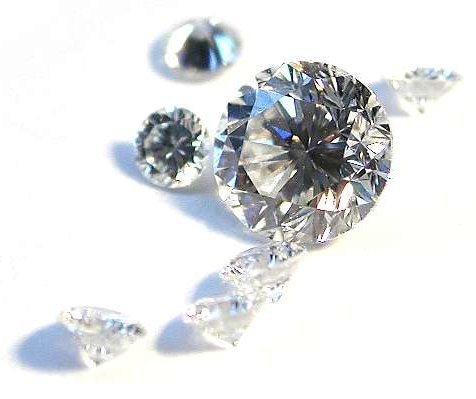
Briljanten

Proporties en de namen van de facetten van een briljantgeslepen diamant

Briljant is een diamant die volgens het briljantslijpsel geslepen is. Het briljantslijpsel verhoogt de luister en de lichtreflectie van transparante edelstenen.
Aanvankelijk ging het bewerken van een ruwe diamant niet veel verder dan het kloven langs de natuurlijke breukvlakken. Vanaf het midden van de 14e eeuw ziet men diamanten in het puntslijpsel, waarbij de steen in de vorm van een  octaëder is geslepen. Zonder de bovenste punt ontwikkelde deze vorm zich in de 15e eeuw tot het tafelslijpsel. Rond de 16e eeuw ontstond het roosslijpsel. De lichtweerkaatsing van diamanten in deze en in de later ontwikkelde vormen van oud slijpsel bleef gering.
Daar kwam verandering in toen Marcel Tolkowsky (Antwerpen, 25 december 1899 – New York, 10 februari 1991) in 1919, tijdens zijn studie aan de Londense Universiteit, een wiskundige methode bedacht voor het slijpen van ronde diamanten met 58 facetten. In stenen die op deze manier zijn geslepen wordt het binnenvallend licht, door de vele facetten en de hoek waaronder de facetten geslepen zijn, optimaal gereflecteerd. Het licht wordt bij doorgang door de diamant gebroken en gespreid in vurige spectraalkleuren. Deze flonkerende kleurschifting, of dispersie, noemt men het spel (Engels: fire).
Diamanten die in deze Tolkowsky cut of in latere verfijningen van dit briljantslijpsel zijn geslepen, noemt men briljanten.

## Kenmerken
De benaming briljant zonder verdere toevoeging mag alleen worden gebruikt voor een tot briljant geslepen diamant. Ten onrechte  worden in de handel en in de volksmond niet alleen diamanten met een briljantslijpsel als briljant aangeduid. De naam van een andere steen in een briljantslijpsel moet als zodanig worden aangegeven.
De kenmerken van het briljantslijpsel zijn: 
- een rondist, (Engels: girdle): de cirkelronde rand rond het breedste deel / de rand die door een zetting kan worden omklemd,
- een tafel: het platte achthoekige bovenvlak)
- minstens 32 facetten in de kroon (het deel boven de rondist),
- minstens  24 facetten in het paviljoen (het deel beneden de rondist),
- een kollet (collet): de iets afgeplatte, uiterste punt aan de onderzijde.

Het briljantslijpsel maakte een grote ontwikkeling door. Na 1919 ontstonden er variaties waarbij het aantal facetten aanzienlijk toenam. Moderne briljantslijpsels hebben geen afgeplatte  kollet; de facetten van het paviljoen vormen aan de onderzijde een scherpe punt.
De verhoudingen, verfijningen en de kwaliteit van het slijpsel zijn van groot belang. De hoogte van de kroon, de kroonhoek, de diepte van het paviljoen, de tafelspiegeling, de verhouding van de rondist tot de  diepte van de steen, de regelmaat van de rondist, een zware of lichte kollet, de symmetrieverschillen tussen de kroon en het paviljoen en andere details zijn direct van invloed op de flonkering van de steen.

## Variaties
Bekende variaties van het briljantslijpsel zijn onder meer:
- Tolkowsky-slijpsel (1919, Tolkowsky). Zeer goed lichtrendement, beste flonkering, in de Verenigde Staten grondslag van de slijpgradering.
- Ideaal-slijpsel (1926, Johnson en Roesch). Geen bijzondere voordelen. Geen goede flonkering.
- Fijnslijpsel (1939, Eppler). Proporties berekend naar geslepen diamanten met prima flonkering. In de praktijk ontwikkeld. In Duitsland basis voor de slijpgradering.
- Parker-slijpsel  (1951, Parker). Goede lichtopbrengst, maar door het vlakke bovendeel geringe dispersie en daardoor gebrekkige flonkering.
- Scandinavisch Standaard-slijpsel (1968). In Scandinavië als norm voor de slijpgradering. De maten zijn ontwikkeld aan de hand van geslepen diamanten.

Briljantslijpsels met meer facetten dan 58 zijn onder meer:
- Magna-slijpsel (1949) met 102 facetten.
- Highlight-slijpsel (1963) met 74 facetten.
- Princess-144 slijpsel (1965) met 146 facetten.
- Radiant -slijpsel (1980) met 70 facetten.
- Fire Cut-slijpsel (2010) met 74 facetten.
- Gassan 121-slijpsel met 121 facetten.
- Coster Royal 201-slijpsel met 201 facetten.

## Trivia
- Als in de zetting van een sieraad de kollet zichtbaar is, is de briljant  "à jour" (Frans: in het daglicht) gezet.
- Een steen in een sieraad met één centraal geplaatste briljant (of één andersoortige edelsteen) noemt men een solitair. Vaak is een dergelijke steen gezet in een chaton; een open zetkastje dat met metalen pootjes de rondist omklemt.
- Na de Russische Revolutie kwamen veel diamanten in 'oud slijpsel' op de markt. In de handel noemt men deze stenen  'bolsjewieken'.
- De term 'roosgeslepen briljant' is onjuist. Het roosslijpsel is een van de slijpwijzen, die aan de ontwikkeling van het moderne briljantslijpsel voorafging. De bollende boverzijde van een roosgeslepen diamant is over de gehele ronding symmetrisch gefacetteerd en heeft niet, zoals de briljant, te midden van de facetten, één groter bovenvlak ('de tafel'). In tegenstelling tot een briljant (en stenen in een andere vorm van 'oud slijpsel') heeft een roosgeslepen diamant aan de onderzijde geen toelopende punt ('paviljoen'). De vlakke onderzijde van een roosgeslepen diamant is vaak gezet op een zilveren folie.
- Internationale termen voor enkele andere vormen van oud slijpsel (old cut) zijn: het achtkantige Single Cut, het kussenvormige Old Mine Cut en de voorloper van het briljantslijpsel: Old European Cut.
- Slijpsels als markies, tafelslijpsel en cabochon zijn niet zozeer gericht op de intensivering van de flonkering, maar bepalen vooral de vorm.